# Estación de Fortín
Fortín fue una estación de trenes que se encuentra en Fortín de las Flores, Veracruz. La estación fue construida en 1872 por la compañía del Ferrocarril Mexicano.

## Historia
La estación perteneció a la línea del antiguo Ferrocarril Mexicano. La primera concesión que se dio para la construcción de esta línea data de 1837, sin embargo fue cancelada. Posteriormente en medio de conflictos bélicos internos y externos, la línea con sus aproximadamente 424 kilómetros quedó concluida y puesta en servicio en 1873, siendo inaugurada el 1 de enero de ese año.
Actualmente la estación es ocupado por un grupo de ciudadanos quienes han creado negocios propios y lo habitan como su vivienda.